# هاري ويب فارينغتون
هاري ويب فارينغتون (بالإنجليزية: Harry Webb Farrington)‏ هو كاتب أغاني أمريكي، ولد في 14 يوليو 1879 في ناساو في باهاماس، وتوفي في 27 أكتوبر 1930 في اسبيري بارك في الولايات المتحدة.